# The King and the Clown
The King and the Clown (tiếng Hàn: 왕의 남자; Hanja: 王의 男子; Romaja: Wang-ui Namja, nghĩa đen: Nam tử của nhà vua) là bộ phim cổ trang Hàn Quốc năm 2005, với sự tham gia của Kam Woo-sung, Lee Joon-gi và Jung Jin-young, chuyển thể từ vở kịch sân khấu năm 2000  Yi ("Ngươi"), kể về vua Yên Sơn quân của nhà Triều Tiên và một tên hề trong triều đình đã chế giễu nhà vua. Phim được phát hành vào ngày 29 tháng 12 năm 2005, dài 119 phút và được phân phối trong nước bởi Cinema Service và trên quốc tế bởi CJ Entertainment.
Bộ phim được gọi bằng nhiều tiêu đề khác nhau. Nó đôi khi được biết đến với cái tên The King's Man (bản dịch tiếng Anh theo nghĩa đen của tiêu đề tiếng Hàn). Trong tiếng Trung, tiêu đề là Vương đích nam nhân (王的男人) hoặc Vương hòa tiểu sửu (王和小丑), và trong tiếng Nhật, nó được gọi là 王の男. Nó còn được gọi là The Royal Jester trong tiếng Anh, vì người dịch tiếng Anh của phim thấy nó phù hợp hơn so với tiêu đề gốc.
Bộ phim được chọn là tác phẩm tranh giải của Hàn Quốc cho hạng mục Phim ngoại ngữ hay nhất năm 2006 của giải Oscar. Với hơn 12,3 triệu vé bán ra, đây là bộ phim Hàn Quốc được xem nhiều nhất trong năm 2006, cũng là bộ phim có doanh thu cao thứ mười ở Hàn Quốc.

## Nội dung
Lấy bối cảnh vào thế kỉ 15 trong thời đại của Yên Sơn quân, hai người là chàng hề đường phố và kẻ đi trên dây bịt mắt, Jangsaeng (Kam Woo-sung) và Gong-gil (Lee Joon-gi), là người của đoàn xiếc. Gong-gil, người có điệu bộ ẻo lả và xinh đẹp hơn, chuyên đóng các vai nữ; người quản lý của họ bán Gong-gil cho những người khách hàng giàu có, và Jangsaeng cảm thấy ghê tởm với hành vi này. Sau khi Gong-gil giết người quản lý để bảo vệ Jangsaeng, cả hai chạy trốn đến Seoul, nơi họ thành lập một nhóm mới với ba nghệ sĩ biểu diễn đường phố khác nhau.
Cả nhóm cùng nhau thực hiện một tiểu phẩm chế giễu một số quan viên triều đình, bao gồm cả nhà vua và người thiếp mới của ông là Trương Lục Thủy. Mặc dù họ kiếm được rất nhiều tiền từ buổi biểu diễn, nhưng cuối cùng họ vẫn bị bắt vì tội phản quốc và bị đánh đập. Jangsaeng thỏa thuận với Choseon, một trong những nhà cố vấn của nhà vua, để khiến nhà vua cười vì tiểu phẩm của họ hoặc sẽ bị xử tử. Họ biểu diễn tiểu phẩm của mình cho nhà vua, nhưng ba người biểu diễn phụ vì quá kinh hãi nên không thể diễn tốt. Gong-gil và Jangsaeng hầu như không cứu được mình, cuối cùng bằng một trò đùa thì nhà vua đã cười và rồi cho phép tất cả họ tham gia biểu diễn cho triều đình.
Khi nhà vua muốn xem thêm các buổi biểu diễn, bọn họ quyết định làm tờ rơi để yêu cầu các diễn viên kịch khác đến thử để tham gia vào nhóm. Những diễn viên khác nhận thấy rằng Jangsaeng và Gong-gil có nét chữ giống hệt nhau, vì Jangsaeng đã học viết bằng cách xem Gong-gil. Các chú hề thực hiện một màn biểu diễn chế giễu các quan thần bằng cách ám chỉ rằng họ nhận hối lộ để ưu đãi kẻ biếu, vạch trần sự tham nhũng trong triều đình. Nhà vua lấy làm thích thú với tiểu phẩm này, nhưng khi thấy các viên quan không vui vẻ, liền quay sang và tra hỏi từng người xem họ có phạm tội gì giống với những điều mà các chú hề đang diễn hay không. Ông hạ lệnh trừng trị một viên quan bằng cách ra lệnh chặt các ngón tay của ông ta và trưng bày để làm gương cho tất cả các quan thần khác ở đó.
Qua một thời gian, nhà vua đã phải lòng Gong-gil, ông thường gọi chàng ta đến phòng riêng của mình để biểu diễn múa rối ngón tay. Jangsaeng trở nên ghen tị với mối quan hệ này và đề nghị muốn rời đi, nhưng Gong-gil không đồng ý ngay. Trong khi đó, nhà vua ngày càng có biểu hiện kì lạ. Ông ra lệnh các chú hề diễn một kịch ngắn miêu tả việc mẹ ông (do Gong-gil thủ vai), Vương phi của cha mình, bị ép uống thuốc độc vì bị các tần ngự khác ghen tị. Sau đó, nhà vua giết các tần ngự này vào cuối vở kịch, khiến cho Đại phi chết vì sốc. Sau đó, Jangsaeng cầu xin Gong-gil rời đi cùng anh ta và đoàn xiếc một lần nữa trước khi nhà vua giết họ trong cơn thịnh nộ. Gong-gil, dù mang trong mình tình cảm với nhà vua, nhưng vì sợ hãi nên chàng cầu xin hôn quân đó cho mình tự do nhưng bị hắn từ chối.
Một hậu cung của Quốc vương là Trương Lục Thủy ngày càng trở nên tức giận bởi sự chú ý của nhà vua dành cho Gong-gil. Các quan đại thần đều cố gắng giết chàng trong một chuyến đi săn, dẫn đến cái chết của một số diễn viên của đội biểu diễn đường phố. Vài ngày sau chuyến đi săn, nhà vua cưỡng hôn Gong-gil và dụng quyền lực của mình ra tay giết chết các quan đại thần trong triều đình, đặc biệt là khi nhắc đến cha mình. Điều này dẫn đến việc đoàn xiếc quyết định rời cung điện, bởi vì nhà vua đã trở nên quá khó đoán, nhưng Gong-gil cầu xin Jangsaeng đừng bỏ rơi mình vì anh ta không được phép rời khỏi cung điện. Sau đó, Trương Lục Thủy cố gắng tống giam Gong-gil bằng cách cho các tờ rơi xúc phạm nhà vua có chữ viết tay của Gong-gil.  Jangsaeng nhận tội mà Gong-gil đã bị vu khống vì họ có nét chữ giống nhau, và bị tuyên án trảm vào sáng hôm sau.
Tuy nhiên, Choseon bí mật thả Jangsaeng, khuyên với anh rằng anh nên quên Gong-gil và rời khỏi cung điện. Nhưng Jangsaeng phớt lờ lời khuyên và quay lại đi bộ trên chiếc dây buộc của mình qua các mái nhà cung điện, lần này anh công khai và lớn tiếng chế nhạo nhà vua. Nhà vua ra lệnh cho quân lính bắn chết Jangsaeung mặc cho Gong-gil khuyên ngăn trong vô vọng. Jangsaeng ngã xuống đất, đôi mắt bị thanh sắt nóng chích vào, rồi bị tống vào ngục một lần nữa. Gong-gil định tự tử, nhưng tính mạng của anh đã được các thái y trong cung điện cứu sống: sau đó nhà vua mất hứng thú với anh và quay lại với các tần ngự trong cung.
Nhà vua cho Jangsaeng bịt mắt đi bộ. Khi Jangsaeng kể câu chuyện về những thử thách và gian nan của anh và Gong-gil khi đi thăng bằng trên dây, Gong-gil chạy ra để tham gia cùng anh. Gong-gil hỏi Jangsaeng rằng anh muốn đầu thai làm gì trong kiếp sau và Jangsaeng trả lời rằng mình vẫn sẽ chọn làm một chú hề. Gong-gil trả lời rằng mình cũng sẽ là một chú hề. Cuối cùng, có một cuộc nổi dậy dẫn đến một cuộc tấn công vào cung điện, và khi mọi người xông vào triều đình, Jangsaeng và Gong-gil cùng nhau nhảy lên dây, và Jangsaeng ném chiếc quạt của mình đi. Cảnh cuối cùng là một cảnh vui vẻ khi Jangsaeng và Gong-gil dường như được đoàn tụ với nhóm hề của họ, bao gồm cả người bạn đã chết trước đó trong vụ săn bắn. Cả đoàn cùng nhau đùa giỡn, ca hát và nhảy múa.

## Diễn viên
- Kam Woo-sung vai Jang-saeng
- Lee Joon-gi vai Gong-gil
- Jung Jin-young vai vua Yeonsan
- Kang Sung-yeon vai Jang Nok-su
- Jang Hang-seon vai Cheo-sun
- Yoo Hae-jin vai Yuk-gab
- Jeong Seok-yong vai Chil-duk
- Lee Seung-hun vai Pal-bok

## Nhạc phim
1. "가려진" - "Veiled" của Jang Jae-hyeong (Jang-seng's theme)
2. "프롤로그 - 먼길" - "Prologue - Long Roads"
3. "각시탈" - "Gak-shi Tal (Mask of a Woman)"
4. "돌아올 수 없는" - "Cannot Return"
5. "너 거기 있니? 나 여기 있어." - "Are you over there? I am over here."
6. "세상속으로" - "Into the World"
7. "위험한 제의 하나" - "Dangerous Suggestion Number One"
8. "행복한 광대들" - "The Happy Clowns"
9. "내가 왕이 맞느냐" - "Am I the King or not"
10. "위험한 제의 둘" - "Dangerous Suggestion Number Two"
11. "꿈꾸는 광대들" - "The Dreaming Clowns"
12. "수청" - "Serve Maiden"
13. "인형놀이" - "Playing with Dolls"
14. "연정" - "Romantic Emotions"
15. "그림자놀이" - "Playing with Shadows"
16. "피적삼의 울음소리" - "The Cry of Rags"
17. "광대사냥" - "Clown Hunt"
18. "광대의 죽음" - "Death of a Clown"
19. "어서 쏴" - "Shoot Now"
20. "질투" - "Envy"
21. "장생의 분노" - "The Fury of Jang-Seng"
22. "내가 썼소" - "I wrote it."
23. "애원" - "Plea"
24. "장생의 외침" - "The Yell of Jang-Seng"
25. "눈먼장생" - "Jang-Seng the Blind"
26. "자궁속으로" - "Into the Womb"
27. "반정의 북소리" - "Ban-Jeong's Sounds of Drumming"
28. "반허공" - "Mid-air"
29. "에필로그 - 돌아오는 길" - "Epilogue - The Homeward Road"
30. "반허공" Guitar Version - "Mid-air" Phiên bản guitar

## Đón nhận

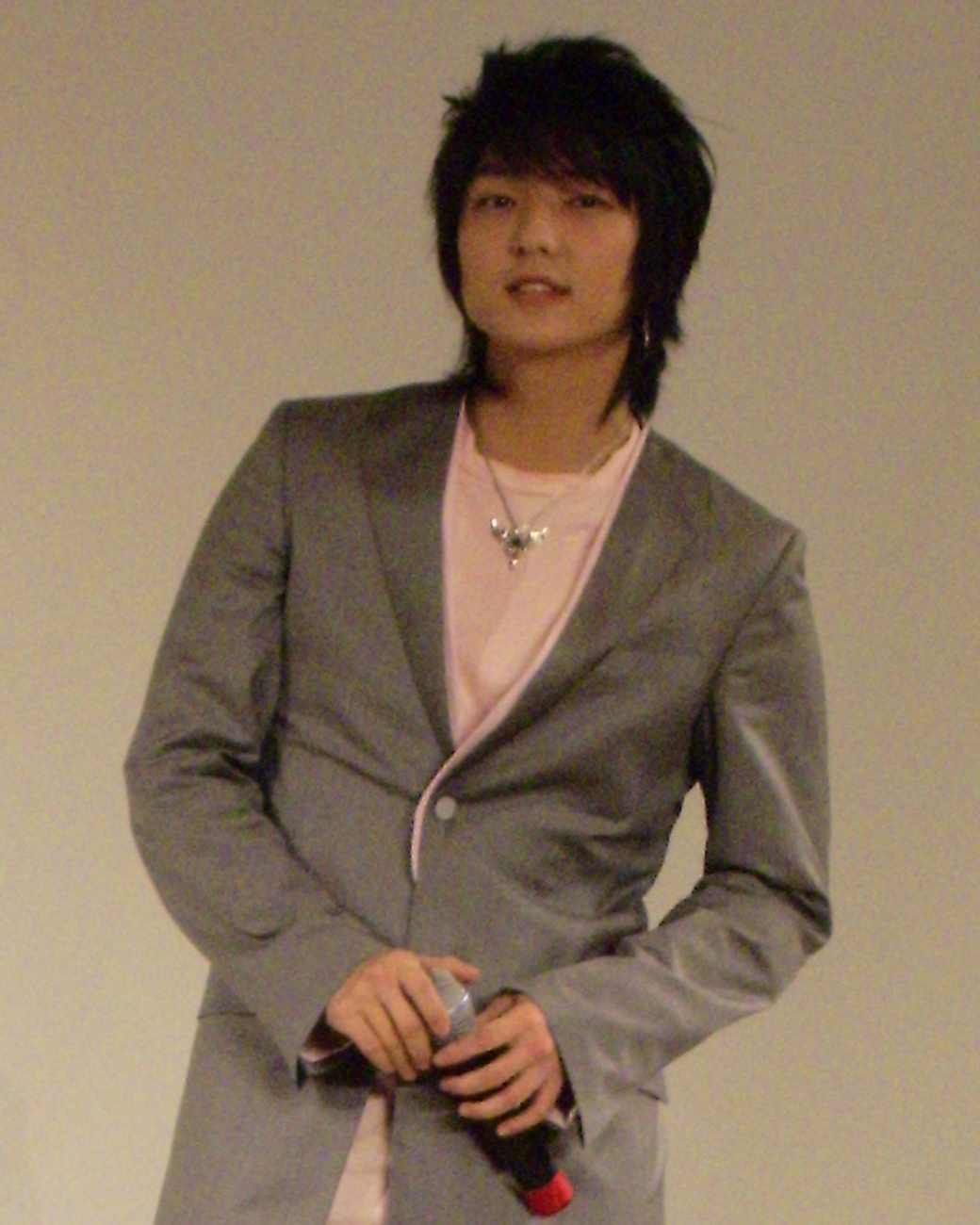
Lee Joon-gi tại buổi fan meeting phim Nhà vua và chàng hề tại đảo Jeju

Tại Hàn Quốc, bộ phim đã bán được tổng cộng 12,3 triệu vé, một con số kỷ lục lúc đó, trong đó có 3.659.525 vé ở Seoul, trong 4 tháng công chiếu, kết thúc vào ngày 18 tháng 4 năm 2006. Phim đứng đầu và thu về 6,5 tỷ won trong tuần đầu công chiếu và thu về tổng cộng 72,6 tỷ won sau 12 tuần trình chiếu, doanh thu trên toàn thế giới của nó là 74,4 triệu đô la Mỹ.
Bộ phim kinh phí thấp chỉ vọn vẻn 4 tỷ won đã vượt mốc 10 triệu lượt người xem vào ngày 2/2, nhận được đánh giá tốt từ giới phê bình lẫn khán giả. Điều này đã dẫn đến thành công thương mại của nó, một điều đáng chú ý, khi nó tập trung vào nghệ thuật truyền thống với chủ đề đồng tính. Thành công cũng gây bất ngờ khi thiếu kinh phí lớn và các diễn viên và đạo diễn ăn khách so với các bộ phim khác như Cờ Thái cực giương cao và Silmido, cả hai đều đã vượt qua con số 10 triệu người xem. Bộ phim cũng một bước đưa Lee Joon-gi từ một kẻ vô danh trở thành ngôi sao toàn châu Á.
Bộ phim này đã được ủy ban do Hội đồng Điện ảnh Hàn Quốc chỉ định là tác phẩm của Hàn Quốc đi tranh giải Oscar cho phim ngoại ngữ hay nhất năm 2006. Nó đã được chọn khi vượt qua hai tác phẩm khác: Quái vật sông Hàn và Time vì chất lượng thương mại và thẩm mỹ tổng thể của nó.
Nafees Ahmed của High On Films đã gọi bộ phim là 'một bi kịch Shakespeare' và viết, "Đó là một bộ phim lịch sử được biên kịch và đạo diễn tốt, đan xen các sắc thái tình cảm của nhà vua và hai chú hề vào bộ phim nhiều lớp về tình yêu, sự ghen tuông, sự điên rồ và lòng trắc ẩn."

## Phát hành quốc tế
- Đài Loan: ngày 7 tháng 5 năm 2006
- Singapore: ngày 22 tháng 6 năm 2006
- Canada: ngày 7 tháng 9 năm 2006 (Liên hoan phim Vancouver / Toronto)
- Nhật Bản: ngày 21 tháng 10 năm 2006 (Liên hoan phim Tokyo) / ngày 9 tháng 12 năm 2006 (phát hành tại rạp)
- Thượng Hải: ngày 28 tháng 10 năm 2006
- Vương quốc Anh: 29 tháng 10 năm 2006 (Liên hoan phim London)
- Nam Phi: 14 tháng 11 năm 2006 (Liên hoan phim Cape Town)
- New Zealand: ngày 1 tháng 12 năm 2006 (Liên hoan phim)
- Hoa Kỳ: ngày 3 tháng 1 năm 2007 (Los Angeles)
- Ý: 30 tháng 3 năm 2007 (Liên hoan phim Florence)
- Pháp: 1 tháng 4 năm 2007 (Liên hoan phim Deauville) / 23 tháng 1 năm 2008 (chiếu rạp)

## Giải thưởng về đề cử
| Năm  | Giải Thưởng                      | Hạng Mục                          | Đề Cử Cho                             | Kết Quả   |
| ---- | -------------------------------- | --------------------------------- | ------------------------------------- | --------- |
| 2006 | Beaksang Arts Awards             | Grand Prize                       | Nhà vua và chàng hề                   | Đoạt giải |
| 2006 | Beaksang Arts Awards             | Phim hay nhất                     | Nhà vua và chàng hề                   | Đề cử     |
| 2006 | Beaksang Arts Awards             | Đạo diễn xuất sắc nhất            | Lee Joon-ik                           | Đề cử     |
| 2006 | Beaksang Arts Awards             | Nam diễn viên chính xuất sắc nhất | Jung Jin-young                        | Đề cử     |
| 2006 | Beaksang Arts Awards             | Nam diễn viên mới xuất sắc nhất   | Lee Joon-gi                           | Đoạt giải |
| 2006 | Beaksang Arts Awards             | Kịch bản xuất sắc nhất            | Choi Seok-hwan                        | Đề cử     |
| 2006 | Blue Dragon Flim Awards          | Phim hay nhất                     | Nhà vua và chàng hề                   | Đề cử     |
| 2006 | Blue Dragon Flim Awards          | Đạo diễn xuất sắc nhất            | Lee Joon-ik                           | Đề cử     |
| 2006 | Blue Dragon Flim Awards          | Nam diễn viên chính xuất sắc nhất | Kam Wong-sung                         | Đề cử     |
| 2006 | Blue Dragon Flim Awards          | Nam diễn viên phụ xuất sắc nhất   | Yoo Hae-jin                           | Đề cử     |
| 2006 | Blue Dragon Flim Awards          | Nữ diễn viên phụ xuất sắc nhất    | Kang Sung-yeon                        | Đề cử     |
| 2006 | Blue Dragon Flim Awards          | Nam diễn viên mới xuất sắc nhất   | Lee Joon-gi                           | Đề cử     |
| 2006 | Blue Dragon Flim Awards          | Đạo diễn nghệ thuật xuất sắc nhất | Kang Seung-yong                       | Đề cử     |
| 2006 | Blue Dragon Flim Awards          | Âm nhạc xuất sắc nhất             | Lee Byung-woo                         | Đoạt giải |
| 2006 | Blue Dragon Flim Awards          | Ánh sáng xuất sắc nhất            | Han Gi-eop                            | Đề cử     |
| 2006 | Blue Dragon Flim Awards          | Giải thưởng kỹ thuật              | Kim Sang-bum, Kim Jae-bum (dựng phim) | Đề cử     |
| 2006 | Chunsa Flim Art Awards           | Nam diễn viên chính xuất sắc nhất | Kam Wong-sung                         | Đoạt giải |
| 2006 | Chunsa Flim Art Awards           | Nam diễn viên phụ xuất sắc nhất   | Jang Hang-sun                         | Đoạt giải |
| 2007 | Deauville American Flim Festival | Jury Prize                        | Nhà vua và chàng hề                   | Đoạt giải |
| 2006 | Grand Bell Awards                | Phim hay nhất                     | Nhà vua và chàng hề                   | Đoạt giải |
| 2006 | Grand Bell Awards                | Đạo diễn xuất sắc nhất            | Lee Joon-ik                           | Đoạt giải |
| 2006 | Grand Bell Awards                | Nam diễn viên chính xuất sắc nhất | Kam Wong-sung                         | Đoạt giải |
| 2006 | Grand Bell Awards                | Nam diễn viên phụ xuất sắc nhất   | Yoo Hae-jin                           | Đoạt giải |
| 2006 | Grand Bell Awards                | Nữ diễn viên phụ xuất sắc nhất    | Kang Sung-yeon                        | Đề cử     |
| 2006 | Grand Bell Awards                | Nam diễn viên mới xuất sắc nhất   | Lee Joon-gi                           | Đoạt giải |
| 2006 | Grand Bell Awards                | Đạo diễn nghệ thuật xuất sắc nhất | Kang Seung-yong                       | Đề cử     |
| 2006 | Grand Bell Awards                | Kịch bản xuất sắc nhất            | Choi Seok-hwan                        | Đoạt giải |
| 2006 | Grand Bell Awards                | Quay phim xuất sắc nhất           | Ji Kil-woong                          | Đoạt giải |
| 2006 | Grand Bell Awards                | Âm nhạc xuất sắc nhất             | Lee Byung-woo                         | Đề cử     |
| 2006 | Grand Bell Awards                | Ánh sáng xuất sắc nhất            | Han Gi-eop                            | Đề cử     |
| 2006 | Grand Bell Awards                | Dựng phim xuất sắc nhất           | Kim Sang-bum, Kim Jae-bum             | Đề cử     |
| 2006 | Grand Bell Awards                | Trang phục xuất sắc nhất          | Shim Hyun-sub                         | Đề cử     |
| 2006 | Grand Bell Awards                | Âm thanh xuất sắc nhất            | Kim Tae-young, Choi Tae-young         | Đề cử     |
| 2006 | Korean Flim Awards               | Phim hay nhất                     | Nhà vua và chàng hề                   | Đề cử     |
| 2006 | Korean Flim Awards               | Đạo diễn xuất sắc nhất            | Lee Joon-ik                           | Đề cử     |
| 2006 | Korean Flim Awards               | Nam diễn viên phụ xuất sắc nhất   | Yoo Hae-jin                           | Đề cử     |
| 2006 | Korean Flim Awards               | Nữ diễn viên mới xuất sắc nhất    | Kang Sung-yeon                        | Đoạt giải |
| 2006 | Korean Flim Awards               | Đạo diễn nghệ thuật xuất sắc nhất | Kang Seung-yong                       | Đề cử     |